# Pedro Armendáriz Jr.

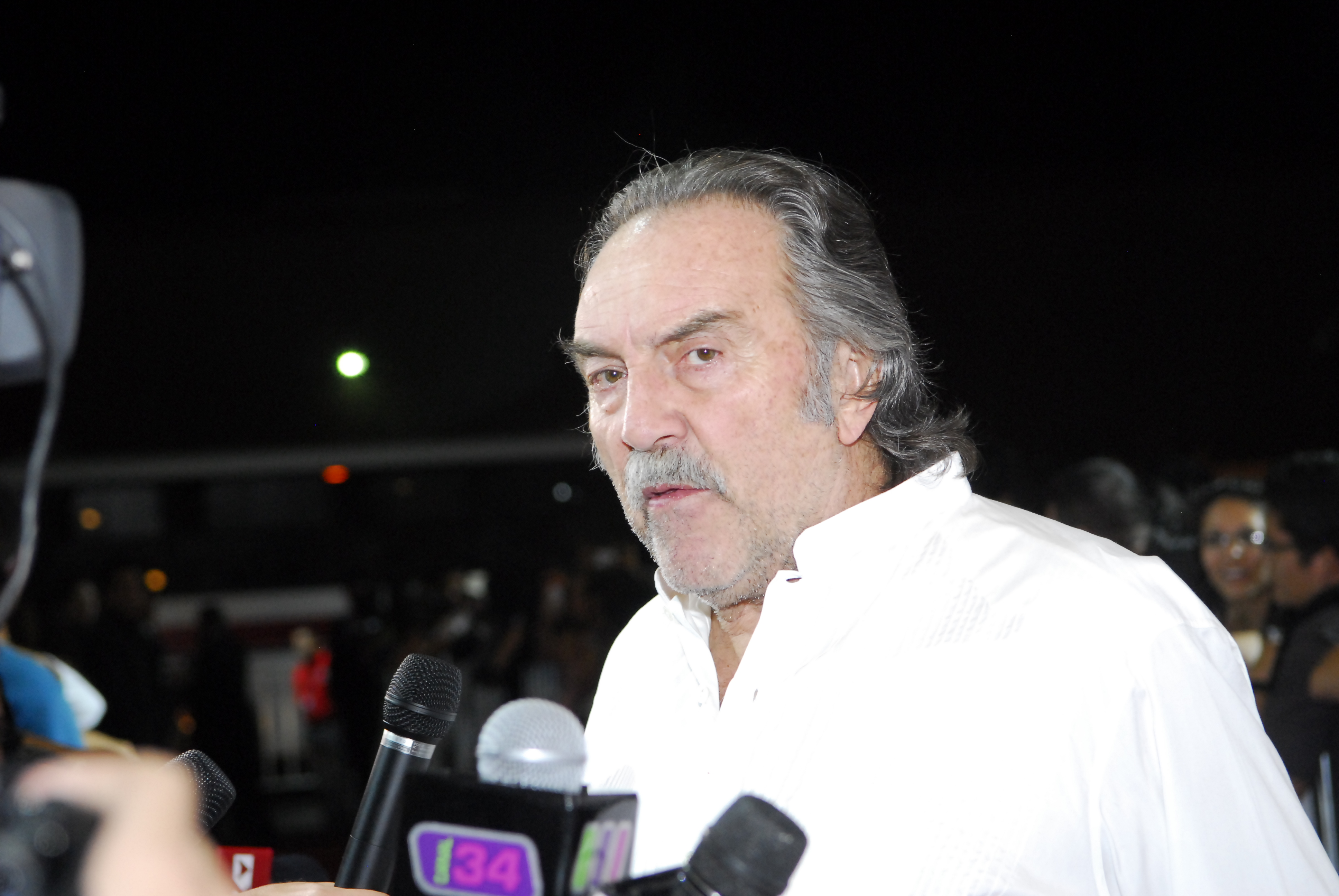
Pedro Armendáriz Jr.

Pedro Armendáriz Pardo (Ciudad de México, 6 de abril de 1940-Manhattan, Nueva York, 26 de diciembre de 2011), más conocido como Pedro Armendáriz Jr., fue un actor mexicano, hijo del también actor Pedro Armendáriz.
Estuvo casado con Lucía Gómez de Parada, quien fuera modelo de Televisa con la campaña «Hermosa república mexicana te saluda». Pedro y Lucía tuvieron varios hijos. Después de su divorcio, Pedro sostuvo una relación con las también actrices  Ofelia Medina y Luz María Jerez. Falleció a los 71 años el 26 de diciembre de 2011.

## Biografía
Nació en el seno de una familia dedicada a la actuación, su padre fue Pedro Armendáriz, y su madre Carmelita Bohr, conocida artísticamente como Carmelita Pardo. Sus primeros estudios los cursó en el Instituto Patria. Luego ingresó a la Universidad Iberoamericana donde concluyó la carrera de arquitectura. No tenía interés en dedicarse a la actuación, e incluso, participó como arquitecto en la construcción del Museo Nacional de Antropología (México), al lado de Pedro Ramírez Vázquez. Al concluir la obra se quedó desempleado y su amigo Arturo Ripstein lo invitó a participar en una película experimental que estaba por realizar. Pedro Armendáriz solía decir que su padre nunca se imaginó que él se dedicaría al cine, no obstante, tuvo la fortuna de que el gran actor, muerto en 1963, le compartiera muchas de sus experiencias profesionales, en particular del trabajo y amistades que hizo en Hollywood.

### Trayectoria en el cine

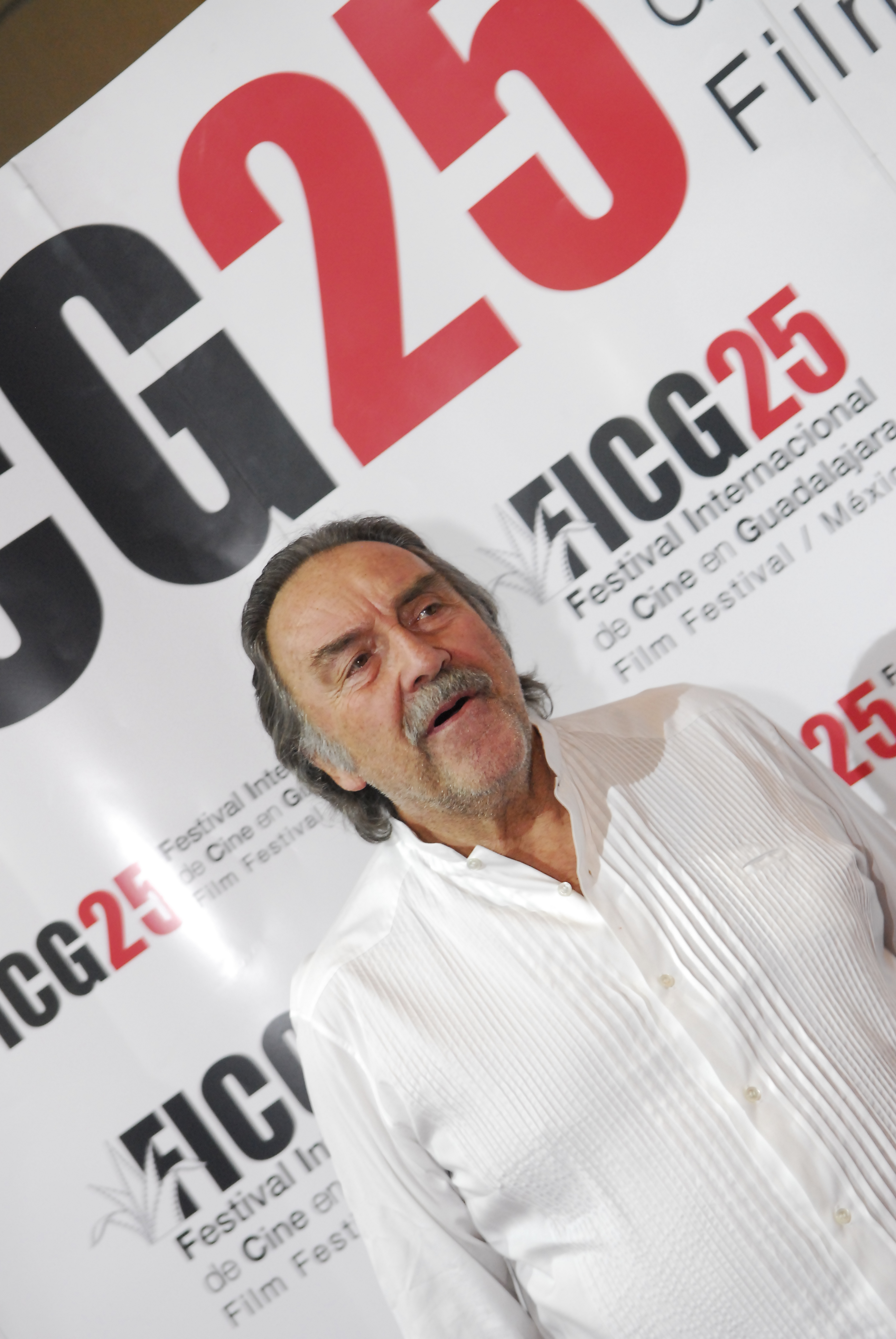
Armendáriz en Guadalajara en marzo de 2010

Pedro Armendáriz Jr. apareció en más de 140 películas, tanto en español como en otros idiomas. Entre las cuales están El crimen del padre Amaro (Carlos Carrera, 2002), Matando cabos (Alejandro Lozano, 2004), La ley de Herodes (Amistad, 1997), Serafín, la película (René Cardona III, 2001), Estas ruinas que ves y Navidad S.A.
Fue dirigido por cineastas de la talla de Julián Pastor, en La casta divina; por Jaime Humberto Hermosillo, en La pasión según Berenice; Gonzalo Martínez Ortega, en Longitud de guerra; y por Arturo Ripstein en Cadena perpetua.

#### Cine anglófono
Tanto él como su padre aparecieron en filmes de la saga de James Bond: su padre, Pedro Armendáriz, apareció en Desde Rusia con amor en 1963 (aunque murió antes del estreno del filme), mientras que Pedro Armendáriz Jr. apareció en Licencia para matar en 1989.
Tuvo pequeños papeles en otras conocidas producciones de Hollywood, como la premiada superproducción de catástrofe Terremoto (1974; con Charlton Heston y Ava Gardner), Gringo viejo en 1989 (con Gregory Peck y Jane Fonda), Érase una vez en México en 2003 (con Antonio Banderas, Salma Hayek y Johnny Depp) y en dos películas sobre el personaje de El Zorro: La máscara del Zorro en 1998 y La leyenda del Zorro en 2005 (en ambas, con Antonio Banderas y Catherine Zeta-Jones).
También apareció en la película Tombstone en un pequeño papel de sacerdote al lado de Kurt Russell, Val Kilmer y Charlton Heston.
La última película en rodar en 2011 fue Casa de mi padre estrenada en mayo de 2012, con Will Ferrel.

#### Doblaje
Además participó en los doblajes de cinco películas como Atlantis: el imperio perdido, donde dobla al capitán Lyle Rourke, Cars, donde dobla a Doc Hudson, Kung Fu Panda, donde dobla al maestro Shifu, Nikté, donde dobla a Ka's, The Mexican (La mexicana), donde dobla a la policía mexicana, y en Érase una vez en México, donde dobla al presidente. Su voz aparece también en el documental Océanos. Hizo también la narración de otro documental sobre la isla del Pacífico en disputa entre México y Francia: Clipperton, película que su padre había hecho bajo la dirección de Emilio Fernández en la década de los 50.

### Muerte
Falleció el 26 de diciembre de 2011 a la edad de 71 años en Nueva York, Estados Unidos, ya que era atendido en esa ciudad de un cáncer de ojo que apenas unos días antes le había sido diagnosticado en México, luego de sufrir fuertes dolores de cabeza durante meses. Su familia emitió un comunicado en el cual informó que el artista falleció víctima de cáncer y solicitó a los medios de comunicación respeto a su privacidad en los momentos de duelo.

## Filmografía

### Películas
- Cars 3 (2017) Recuerdos de Doc Hudson (doblaje al español)(Archivos)
- Un crimen inesperado (2012) - Como “Gabriel Báez”
- El cartel de Los Sapos (2011) - Como “Don Modesto”
- Kung Fu Panda 2 (2011) - Maestro Shifu (doblaje al español)
- Mamitas (2011) - Ramón "Tata" Donicio
- Despertar (2011) como Él mismo (Pedro Armendáriz)
- El baile de San Juan (2010) - Marqués de la Villa
- Hilos y cables (cortometraje, 2010)
- Sin memoria (2010) - Benítez
- Nikté (2009) - villano Ka'as
- Divina confusión (2008)
- Navidad S. A. (2008) - Santa Claus
- Kung Fu Panda (2008) - Maestro Shifu (doblaje al español)
- Purgatorio (2008) - Don Julio
- Buscando a Palladín (2008) - Jefe de policía (producción estadounidense)
- El último Justo (2007) - Padre del Toro
- Una larga noche (2007) - Don Ricardo
- Guadalupe (2006) - Simón
- Un mundo maravilloso (2006) - Director del periódico
- Cars: Una Aventura Sobre Ruedas (2006) Doc Hudson (doblaje al español)
- La leyenda del Zorro (2005) - Gobernador Don Pedro (producción estadounidense)
- Después de la muerte (2005) - Don Julio
- Matando cabos (2004) - Óscar Cabos
- Harry Potter y el prisionero de Azkaban (2004) - Tío Dursley (doblaje al español)
- El segundo (2004) - El Mayor
- La casa de los babys (2003) - Ernesto (coproducción con los Estados Unidos)
- El libro de la selva 2 (2003) - Bagheera (doblaje al español)
- Once upon a time in México (2003) - El presidente (producción estadounidense)
- El crimen del padre Amaro (2002) - Presidente municipal (coproducción con España, Argentina y Francia)
- Atlantis: el imperio perdido (2001) - Comandante Lyle Rourke (doblaje al español)
- Original Sin (Pecado original, 2001) - Jorge Cortés (producción estadounidense)
- The Mexican (La mexicana, 2001) - Policía mexicano (producción estadounidense)
- Asesinato en El Meneo (2001) - Manuel Sáenz (producción costarricense)
- Entre los dioses del desprecio (2000) - (producción argentino-puertorriqueña)
- El grito (2000) - Duarte (coproducción con los Estados Unidos)
- Su alteza serenísima (2000)
- Before Night Falls (Antes que anochezca, 2000) - Abuelo de Reinaldo (producción estadounidense)
- A propósito de Buñuel (2000) - Él mismo (documental), coproducción con España, Francia y los Estados Unidos)
- La ley de Herodes (1999) - Licenciado López
- Al borde (1998) - Don Gabino
- On the Border (La frontera) (1998) - Herman (producción estadounidense)
- La máscara del Zorro (1998) - Don Pedro (producción estadounidense)
- Amistad (1997) - General Espartero (producción estadounidense)
- De noche vienes, Esmeralda (1997) - Antonio Rossellini
- Et hjørne af paradis (Un rincón del paraíso, (1997) - Ministro (producción sueco-danesa-costarricense)
- Death and the Compass (La muerte y la brújula, 1996) - Blot (producción británica)
- Reclusorio (Reclusorio I) (1995) - Abogado defensor (episodio "Sangre entre mujeres")
- Dos crímenes (1995) - Alfonso
- Ámbar (1994) - Comisionado
- The Cisco Kid (telefilme, 1994) - Montano (producción estadounidense)
- Guerrero negro (1993)
- Extraños caminos (1993)
- Una luz en la escalera (1993)
- Nurses on the Line: The Crash of Flight 7 (telefilme, 1993), producción estadounidense
- Tombstone (1993) - El sacerdote (producción estadounidense)
- Los años de Greta (1992) - Gustavo
- El patrullero (Highway Patrolman) (1992) - sargento Barrera (coproducción con los Estados Unidos)
- Sweating Bullets/Tropical Heat (telefilme, 1991) - Teniente Carrillo (producción estadounidense)
- Corrupción y placer (1991) - Augusto Alarcón
- Diplomatic Immunity (Inmunidad diplomática) (1991) - Oswaldo Delgado (producción canadiense)
- Bandidos (1990) - Sacerdote (coproducción con España)
- Camino largo a Tijuana (1989) - Juan
- La leyenda de una máscara (1989)
- Días de humo (producción española, 1989)
- Maten al Chinto (1989) - Don Chinto
- Old Gringo (Gringo viejo, 1989) - Pancho Villa (producción estadounidense)
- Licence to Kill (Con licencia para matar, 1989) - Presidente Héctor López (producción estadounidense)
- Camino largo a Tijuana (1988) - Juan
- El secreto de Romelia (1988) - Señor Román
- Diana, René y el Tíbiri (1988)
- Les pyramides bleues (1988, coproducción con Francia)
- Mariana, Mariana (1987) - Carlos (1986)
- A Walk in the Moon (1987) - Doctor (producción estadounidense)
- Walker (1987) - Muñoz (coproducción hispano-estadounidense)
- Persecución en Las Vegas (1987) - Pagano
- El placer de la venganza (1986)
- El tres de copas (1986) - Cipriano Melquisidor
- Murder in Three Acts (Muerte en tres actos, telefilme de 1986) - Coronel Mateo (producción estadounidense)
- On Wings of Eagles (telefilme, 1986) - Mr. Dobuti (producción estadounidense)
- Maine-Océan (1986) - Pedro de la Moccorra (producción francesa)
- Treasure Island (La isla del tesoro) (1985) - Mendoza (coproducción franco-británica-estadounidense)
- The Treasure of the Amazon (El tesoro de la selva perdida) (1985) - Zapata
- Historias violentas (1984)
- Matar o morir (1984) - Tony Collins
- Sangre en el Caribe (1984)
- El billetero (1984)
- Extraño matrimonio (1984)
- El sexo de los ricos (1984)
- El corazón de la noche (1984)
- En el país de los pies ligeros (1983)
- Los dos carnales (1983)
- Chile picante (1983), segmento "Los compadres"
- El día que murió Pedro Infante (1982)
- Huevos rancheros (1982)
- La mujer del ministro (1981)
- Las musiqueras (1981)
- La silla vacía (1981)
- La chévre (Más locos que una cabra, 1981), coproducción con Francia
- Rastro de muerte (1981) - Alberto Villamosa
- Novia, esposa y amante (1981) - Esteban Ampudia
- Días de combate (1981)
- Me Olvidé de Vivir (1980)
- The Dogs of War (Los perros de la guerra, 1980) - Alcalde (producción estadounidense)
- Mamá solita (1980)
- Ni solteros ni casados (1980)
- Evita Perón (telefilme, 1980) - Cipriano Reyes (producción estadounidense)
- Survival Run (1980) - Paco (producción estadounidense)
- La ilegal (1979) - Felipe Leyva
- El vuelo de la cigüeña (1979)
- Cadena perpetua (1978) - Javier "el Tarzán" Lira
- El complot mongol (1978)
- Estas ruinas que ves (1978) - Raymundo Rocafuerte
- El hijo es mío (1978)
- Los pequeños privilegios (1978)
- La plaza de Puerto Santo (1978)
- La Casta Divina (1977)
- The Rhinemann Exchange (telefilme, 1977) - Teniente Fuentes (producción estadounidense)
- Crónica íntima (1976)
- Mina, viento de libertad (1977) - Pedro Moreno
- El pacto (1976) - Doctor Raúl Mateos
- Columbo: A Matter of Honor (telefilme, 1976) - Detective Sánchez (producción estadounidense)
- México de mis amores (1976) - Él mismo (documental)
- La pasión según Berenice (1975) - Rodrigo Robles
- Longitud de guerra (1975) - Manuel Chávez
- Carroña (1975) - El Rengo
- A Home of Our Own (telefilme, 1975) - Capitán de la policía (producción estadounidense)
- Los caciques (1975) - Arrieta
- The Log of the Black Pearl (telefilme, 1975) - Archie Héctor (producción estadounidense)
- Chosen Survivors (Los sobrevivientes escogidos, 1974) - Luis Cabral (coproducción con los Estados Unidos)
- Más negro que la noche (1974) - Roberto
- Earthquake (Terremoto, 1974) - Agente Emilio Chávez (producción estadounidense)
- The Deadly Trackers (1973) - Herrero (producción estadounidense)
- The Soul of Nigger Charley (1973) - Sandoval (producción estadounidense)
- Don't Be Afraid of the Dark (telefilme, 1973) - Francisco Pérez (producción estadounidense)
- Cinco mil dólares de recompensa (1972) - William Law
- Tráiganlos vivos o muertos (1972) - Dan
- The Magnificent Seven Ride! (1972) - Pepe Carral (producción estadounidense)
- Hardcase (TV, 1972) - Simón Fuegus (producción estadounidense)
- Killer by Night (TV, 1972) - Doctor Carlos Madera (producción estadounidense)
- Indio (1971) - Jesse James
- Los indomables (1971) - Big Bill
- River of Gold (telefilme, 1971) - Ángel (producción estadounidense)
- La belleza (1970) - El marido (cortometraje)
- Un mulato llamado Martín (1970), coproducción con Perú
- Primero el dólar (1970) - Tony
- Sucedió en Jalisco (1970) - Gustavo Muñoz
- Siete muertes para El Texano (1970) - Gambusino
- Macho Callahan (1970) - Juan (producción estadounidense)
- Chisum (1970) - Ben (producción estadounidense)
- Su precio... unos dólares (1969) - Sam
- Los juniors (1969) - Rafael Segura, Jr.
- Las vampiras con Mil Máscaras (1969)- Carlos Mayer
- El golfo (1968)
- Las posadas (cortometraje, 1968)
- Las impuras (1968) - Rodolfo
- Todo por nada (1968) - Pedro "El Pinto"
- Vuelo 701 (1968) - Máximo
- La marcha de Zacatecas (1968) - Mayor González
- Super Colt 38 (1968) - Frank Morton
- Cuatro contra el crimen (1967) - Gustavo
- Los asesinos (1967) - Talbot
- No hay cruces en el mar (1967) - Sergio
- Amor perdóname (1967) - Arturo Solano
- La bataille de San Sebastián (Los cañones de San Sebastián, 1967) - Padre Lucas (coproducción con Francia e Italia)
- Cómo enfriar a mi marido (1967) - Juan
- La soldadera (1966) - Isidro
- Los tres mosqueteros de Dios (1966) - Manuel
- Matar es fácil (1966) - Arquitecto Gustavo de la Rosa
- Los bandidos (The Bandits) (1966) - Pedro (coproducción con los Estados Unidos)
- Los gavilanes negros (1965)

### Cortometrajes
- La belleza (1970) - El marido
- Mate y la luz fantasma (2006) - Doc Hudson (doblaje al español)
- Kung Fu Panda: Los secretos de los Cinco Furiosos (2006) - Maestro Shifu (doblaje al español)
- Hilos y cables (2010)
- Kung Fu Panda: El festival de invierno (2010) - Maestro Shifu (doblaje al español)
- Despertar (2011)
- Kung Fu Panda: Los secretos de los maestros (2011) - Maestro Shifu (doblaje al español)

### Telenovelas
- La fuerza del destino (2011) - Anthony "Tony" McGuire
- Atrévete a soñar (2009-2010) - Max Williams
- Destilando amor (2007) - Mr. Irving Thomas
- Yo amo a Juan Querendón (2007) - Don Plutarco
- Barrera de amor (2005) - Don Pedro Valladolid
- Amy, la niña de la mochila azul (2004) - Matías Granados
- Bajo la misma piel (2003-2004) - Joaquín Vidaurri
- Cuento de Navidad (1999-2000) - Rodolfo
- Laberintos de pasión (1999-2000) - Padre Mateo Valencia
- Tres mujeres (1999-2000) - Federico Méndez
- Serafín (1999) - Pensador (voz)
- La sombra del otro (1996) - Comandante Luis Tello
- La culpa (1996) - Tomás Mendizábal
- Agujetas de color de rosa (1994-1995) - Aarón Zamora
- La última esperanza (1993) - Alejandro Burana / Armando Merino
- Nuevo amanecer (1988) - Gerardo
- El camino secreto (1986-1987) - Alejandro Faidella
- La gloria y el infierno (1986) - Sebastián Arteaga
- Rosario de amor (1978) - Paulo Santacruz
- Ven conmigo (1975-1976) - Eduardo
- Me llaman Martina Sola (1972) - Jaime Corvalán
- Hermanos Coraje (1972)

### Series de televisión
- Furcio (2000–2002)
- Mi generación  (1997)
- Acapulco H.E.A.T. como Rodríguez (1993)
- Sweating Bullets / Calor tropical como el teniente Carrillo (1991–1992)
- La hora marcada (1989) (Episodio: kilómetro 22)[6]
- Tony Tijuana como Tony Tijuana (1988)
- Hora marcada (1988)
- On Wings of Eagles como el señor Dobuti (1986)
- Airwolf como el capitán Méndez (1986)
- Knight Rider como Eduardo O'Brian (1984)
- Remington Steele como el capitán Ríos (1983)
- The Love Boat como Ricardo (1981)
- The Rhinemann Exchange como Fuentes (1977)
- Columbo como comandante Emilio Sánchez (1976)
- Police Story como Joe Gaitan (1973)

## Premios y reconocimientos

### Premios Ariel
| Año  | Categoría                   | Película          | Resultado |
| ---- | --------------------------- | ----------------- | --------- |
| 2000 | Mejor coactuación masculina | La ley de Herodes | Ganador   |

- En 2007 se le reconoció en el Festival Internacional de Cine de Guadalajara con el Premio Mayahuel de Oro por sus aportaciones al cine mexicano, además de haber participado en diferentes puestas en escena.

- En 2010, fue reconocido en el Festival Internacional de Cine de Monterrey con el Premio Cabrito de Plata, por su distinguida trayectoria artística que cubre cuatro y media décadas en el cine y en la televisión, en ese mismo año Televisa le dio un reconocimiento por su valiosa carrera como actor y promotor de México en el extranjero.

- En 2010 fue reconocido en el Festival Internacional de Cine de Guanajuato con la Cruz de Plata, por su trayectoria artística.

- En 2008, cuando estuvo al frente de la Academia Mexicana de Cine, se manifestó en contra de la politización de la industria fílmica.